# Промислова п'явка
Промислова п'явка (англ. A Leech of Industry) — американська короткометражна драма режисера Оскара Апфеля 1914 року.

## Сюжет
Старий Романофф визнав Росію занадто гарячою для людини його політичних переконань і діяльності, і разом із синами приїхав до Америки. Хлопці влаштовуються на фабрику, де працюють багато представників їхньої раси, і незабаром Алекс знайомиться з Ірмою, чарівність якої справляє на нього глибоке враження. Володіючи спритним язиком і гарною зовнішністю, він легко завойовує невибагливу дівчину, і вони планують одруження в недалекому майбутньому. Маргарет час від часу відвідує свого батька в його офісі, і, побачивши її, Іван будує повітряні замки та сподівається одного дня настільки просунутися, що зможе прагнути її руки. Через кілька місяців мрія Ірми про щастя розбивається. Алекс гине під час вибуху на фабриці, і дівчина надто пізно розуміє, що, надто покладаючись на майбутній шлюб, вона стала нерозсудливою і що чоловік мертвий, який міг врятувати її добре ім’я. Вона розповідає батькові про своє нещастя, і розгніваний старий разом із сином вирішує помститися чи виправити шкоду. Івану розповідають, і він благає, щоб його немічного старого батька не повідомляли про зло. Щоб врятувати ситуацію, він сам погоджується одружитися з дівчиною, хоча й усвідомлює, що тим самим руйнує свої повітряні замки. Вони одружуються, і коли Маргарет знову відвідує фабрику, вона дізнається про новини і розуміє, що амбіції та гідний молодий російський американець стали їй дороги і тепер втрачені. Кілька років потому Іван розгалужився і почав гостро конкурувати зі своїм колишнім роботодавцем. Обидва чоловіки палко бажають отримати певний дуже великий контракт і розуміють, що воно звузилося до питання про те, хто з них його отримає. Іван зрозумів свою ставку і ризикує всім своїм статком, щоб отримати контракт. Брат Ірми, Роальф, через екстравагантні звички потребує негайної фінансової допомоги. Щоб забезпечити це, він об’єднується з конкурентом Івана, який підкуповує його, щоб отримати копію пропозиції Івана. За допомогою Маргарити і невдячного швагра змовники планують охопити розорення Івана. Написано компрометуючий лист, і Роальф доводить його до відома своєї сестри. Переконавшись у невірності чоловіка, Ірма віддає братові жадану копію пропозиції, яку той передає змовникам. Озброївшись цифрами, батько Маргарет може знизити ставку свого конкурента й усунути його з дороги. Маргарет, яку використовували як приманку, намагається чесно повернути прихильність свого старого коханця, коли він випадково читає їй листа від змовників, у якому вона просить залишити Івана зарученим, щоб усунути його з дороги. Він відкриває змову і тепер має єдиний спосіб дістатися до столиці штату до того, як туди зможуть дістатися суперники. Він використовує спеціальний поїзд, а його суперники – автомобіль. Вагонна дорога пролягає поруч із залізничними коліями, і між поїздом і автомобілем відбуваються захоплюючі перегони, які закінчуються лише тоді, коли автомобіль намагається перетнути колії попереду поїзда, а його пасажири вбиваються. Тим часом Ірма дізналася правду і, коли її чоловік-переможець повертається, зізнається у всьому. На подив кожного розкривається взаємне кохання, і вони бачать перед собою щасливіше життя та краще розуміння.

## У ролях
- Ірвінг Каммінгс — Іван Романофф
- Пірл Сінделер — Маргарет Райт
- Елінор Вудрафф — Ірма Нелькен
- Гарріч Інгрем — Алекс Романофф
- Едвард Хосе — Джеймс Райт
- Джеймс Райлі — Рольф Нелькен
- Райлі Хетч — Нелькен старший